# Surf Coast Classic (vrouwen)
De Surf Coast Classic is een eendaagse wielerwedstrijd voor vrouwen in en rond Torquay, Victoria, Australië wordt verreden.
In 2020 werd de race, als Race Torquay, voor het eerst georganiseerd. Na vier jaar zonder editie keerde de koers in 2025 onder de nieuwe naam terug.

## Erelijst
| Seizoen   | Datum         | Afstand       | Winnaar        | Tweede        | Derde         |
| --------- | ------------- | ------------- | -------------- | ------------- | ------------- |
| 2020      | 30 januari    | 106,4 km      | Brodie Chapman | Emily Herfoss | Tayler Wiles  |
| 2021-2024 | Niet verreden | Niet verreden | Niet verreden  | Niet verreden | Niet verreden |
| 2025      | 29 januari    | 118,6 km      | Ally Wollaston | Chloé Dygert  | Georgia Baker |

### Overwinningen per land
| Overwinningen | Land                     |
| ------------- | ------------------------ |
| 1             | Australië, Nieuw-Zeeland |